# Via Turonensis

Svatojakubské cesty ve Francii

Via Turonensis (česky Tourská cesta) je severní větev historické svatojakubské poutní cesty ve Francii. Svůj název odvozuje od města Tours, kterým prochází. Začíná v Paříži u věže Saint-Jacques. V roce 1998 se Poutní místa do Santiaga de Compostely ve Francii dostala na Seznam světového dědictví UNESCO.

## Průběh
Podle poutní knihy Liber Sancti Jacobi z poloviny 12. století začínala Via Turonensis v Orléans, dnes je počátečním místem Paříž. Výchozím bodem poutě je v Paříži čtvrť Châtelet u věže Saint-Jacques, která jediná je pozůstatkem kostela Saint-Jacques-de-la-Boucherie. Poté vede ulicí Rue Saint-Jacques ke kostelu Saint-Jacques-du-Haut-Pas, kde dříve cesta opouštěla město.
Liber Sancti Jacobi uvádí vedle Orléans také poutní cesty z Vézelay ze zdejšího opatství (Via Lemovicensis), Le Puy-en-Velay (Via Podiensis) a Arles (Via Tolosana). Tři severní cesty se spojují v Ostabat do společné cesty. Pouze Via Tolosana se na hlavní proud napojuje až ve Španělsku v Puente la Reina.
| Departement          | Místa, kterými cesta prochází |
| Essonne              | Longpont-sur-Orge – Étréchy – Étampes – Angerville |
| Eure-et-Loir         | Toury |
| Loiret               | Artenay – Orléans – Cléry-Saint-André |
| Loir-et-Cher         | Saint-Laurent-Nouan – Saint-Dyé-sur-Loire – Blois – Chaumont-sur-Loire |
| Indre-et-Loire       | Amboise – Tours – Montbazon – Sainte-Maure-de-Touraine |
| Vienne               | Châtellerault – Poitiers |
| Deux-Sèvres          | Parthenay – Lusignan – Chenay – Celles-sur-Belle – Melle |
| Charente-Maritime    | Aulnay – Saint-Jean-d'Angély – Saintes – Saint-Léger – Pons – Plassac – Mirambeau                                                                                               |
| Gironde              | Blaye – Bordeaux – Gradignan – Canéjan – Cestas – Le Barp – Belin-Béliet – Saugnacq-et-Muret                                                                                    |
| Landes               | Moustey – Pissos – Labouheyre – Escource – Onesse-et-Laharie – Lesperon – Taller – Gourbera – Saint-Paul-lès-Dax – Dax – Saint-Pandelon – Cagnotte – Cauneille – Sorde-l'Abbaye |
| Pyrénées-Atlantiques | Arancou – Ostabat |

## Varianty

### Chartres
Mezi Paříží a Tours:
Rambouillet – Chartres – Bonneval – Châteaudun – Cloyes-sur-le-Loir – Fréteval – Vendôme – Lavardin – Montoire-sur-le-Loir – Saint-Jacques-des-Guérets – Château-Renault

### Angoulême
Mezi Châtellerault a Bordeaux:
Chauvigny – Nouaillé-Maupertuis – Charroux – Saint-Maurice-la-Clouère – Civray – Ruffec – Saint-Amant-de-Boixe – Angoulême – Bourg-Charente – Charmant – Aignes-et-Puypéroux – Montmoreau-Saint-Cybard – Cressac-Saint-Genis – Aubeterre-sur-Dronne – Coutras – La Sauve

### Gironde
Ze Saintes vede varianta přes Mortagne-sur-Gironde, Talmont-sur-Gironde a Soulac-sur-Mer, odtud buď přes Hourtin – Lacanau – Sainte-Hélène nebo k pobřeží Girondy do Bordeaux.